# Заверняйка
Заверняйка — деревня в Опочецком районе Псковской области России. 
Входит в состав Пригородной волости.

## География
Расположена на левом берегу реки Великая, в 20 км к югу от города Опочка, на автодороге на Себеж (А117).

## Население
| 2001 | 2002 | 2010 | 2012 | 2013 | 2014 | 2015 |
| ---- | ---- | ---- | ---- | ---- | ---- | ---- |
| 94   | ↘68  | ↘48  | ↗58  | ↗59  | ↘58  | ↗60  |
| 2016 |      |      |      |      |      |      |
| ↘59  |      |      |      |      |      |      |

Численность населения по состоянию на начало 2001 года составляла 94 человека.

## Топографические карты
- Лист карты O-35-XXIX Опочка. Масштаб: 1 : 200 000. Состояние местности на 1985 год. Издание 1987 г.
- Лист карты O-35-XXXV Себеж. Масштаб: 1 : 200 000. Состояние местности на 1983 год. Издание 1987 г.